# Mastichi aria
Mastichi aria è il primo singolo della cantante italiana Irene Fornaciari.
Il singolo, scritto da Zucchero Fornaciari, esce a giugno del 2006 mentre la Fornaciari continua la composizione del suo primo album. Il brano è stato inserito nell'album Vertigini in fiore e nell'album-raccolta Irene Fornaciari.
Il brano viene presentato, dalla Fornaciari, il 24 giugno del 2006 in occasione della Notte Bianca 06 di Milano.